# John C. Malone
John C. Malone, né le 7 mars 1941 à Milford (Connecticut), est un homme d'affaires américain. Il est le directeur général et actionnaire majoritaire de Liberty Media, Liberty Global & Discovery Holding Company.

## Biographie
Il obtient son baccalauréat en 1959 de Hopkins School (en) à New Haven. Il va à l'université Yale et obtient un « B.A. in Electrical Engineering and Economics » (équivalent à une licence universitaire française) en 1963. Malone commence, la même année, aux Laboratoires Bell.
Ensuite il est directeur de la National Cable & Telecommunications Association (NCTA) de 1974 à 1977 puis de 1980 à 1993.
Il dirige aussi de 1973 à 1996 Tele-Communications Inc. (TCI). Malone devient alors un des hommes les plus influents des médias américains. En 1998, il vend Tele-Communications Inc. à AT&T pour 15 milliards de dollars.
Il siège aussi au conseil d'administration dans la banque de New York Cato Institute, The Nature Conservancy, Expedia.
En 2008, Liberty Media achète DirecTV pour la somme de 78,3 millions de dollars (Greg Maffei en est directeur).
Il est 310e au classement Forbes en 2004 « World's Richest People 2004 ».
Il est, en 2020, le plus grand propriétaire foncier des États-Unis.
Il donne plus de 500 000 dollars pour soutenir la campagne électorale de Donald Trump en 2020.

## Holding
- Liberty Media
- Liberty Global
- Cato Institute
- The Nature Conservancy
- Atlanta Braves
- Tele-Communications Inc.